# Казе Ђакомини (Порденоне)
Казе Ђакомини је насеље у Италији у округу Порденоне, региону Фурланија-Јулијска крајина.
Према процени из 2011. у насељу је живело 25 становника. Насеље се налази на надморској висини од 62 м.